# Escudo de Tineo

El escudo del concejo asturiano de Tineo se presenta de forma acuartelada, presentando la singularidad de que en el medio aparece un escudo en el que se observa un León de oro en atención al antiguo condado de Cangas y Tineo.
- El primer cuartel, nos muestra un castillo almenado, en referencia a un antiguo asentamiento desde donde se controlaba el territorio.

- El segundo cuartel, corresponde al blasón que el rey Carlos I otorgó al tinetense García Fernández de la Plaza, por la muerte de uno de los hermanos llamados BARBARROJA, en particular Barbarroja durante la conquista de La Goleta. En una persecución y al verse acorralado en un corral de ganado, García Fernández de la Plaza le retó en duelo singular cosa que Barbarroja aceptó. El texto oficial relata como sigue: " Dicen los historiadores asturianos que, a la conquista de Orán por Carlos V, fue con el ejército el capitán García Fernández de la Plaza, y cuando Barborroja escapó de Túnez, fue el ilustre hijo de Tineo en su seguimiento con algunos de los suyos, y alcanzaronle en la sierra de Tremucen, donde el caudillo turco se había hecho fuerte en un corral de ganados, peleó con él cuerpo a cuerpo, le rindió, echó al suelo y le cortó la cabeza y, ayudado por los suyos, degolló también cuatro capitanes, que fueron trofeos con más el alfanje y la bandera, que se conservaron algún tiempo en el convento de San Francisco". Referencia: https://www.criticaheraldica.com/2020/05/tineo-oro.html

Por ello en el blasón, podemos observar la cabeza de un general moro con su espada y su bandera, flanqueado todo ello por cuatro cabezas degolladas, leyéndose en el pie la leyenda "Omnia Vincit Virtus" que significa "la virtud todo lo vence"
- El tercer cuartel, nos muestra las armas del monasterio de Obona, con sus correspondientes mitras, la cruz, el bastón episcopal y las flores de lis.

- El cuarto cuartel, nos representa dos brazos cruzados, uno desnudo sobre otro vestido, y estando coronado por la cruz de San Francisco de la villa de Tineo, y que representan la orden de los Franciscanos que había en Tineo.

Al timbre, corona de conde.
Actualmente se encuentra en uso sin sanción legal, ni acuerdo municipal adoptado en tal sentido. Fue inventado por Octavio Bellmunt y Fermín Canella para ilustrar su obra "Asturias".
- Datos: Q8778078